# حسن كندي (بل دشت)
حسن‌ کندي هي قرية في مقاطعة بل دشت، إيران. عدد سكان هذه القرية هو 755 في سنة 2006.